# Jowst
Jowst (eigentlich Joakim With Steen; * 26. Juni 1989 in Trondheim), auch JOWST geschrieben, ist ein norwegischer DJ, Musikproduzent und Songwriter.

## Leben
Jowst nahm zusammen mit Aleksander Walmann am Melodi Grand Prix 2017 teil, dem norwegischen Vorentscheid zum Eurovision Song Contest. Am 11. März 2017 konnten sie den Wettbewerb mit dem Lied Grab the Moment gewinnen und wurden somit Vertreter Norwegens beim Eurovision Song Contest 2017 in der ukrainischen Hauptstadt Kiew, wo sie im Finale den zehnten Platz erreichten. Nach dem Vorentscheid stieg das Lied auf Platz 16 der norwegischen Charts ein.
Im Jahr 2023 trat Jowst gemeinsam mit Byron Williams Jr. beim Melodi Grand Prix 2023 an. Dort konnte er sich im ersten Halbfinale mit dem Lied Freaky for the Weekend nicht für das Finale qualifizieren.

## Diskografie
Lieder
- Thinking Through Thorough Thoughts (2016)
- Grab the Moment (2017)
- ThatFeeling (2017)
- Burning Bridges (2018)
- Roller Coaster Ride (2018)
- Everybody Knows… (2019)
- Happier (2019)
- Into the Wild (2020)
- Barely Breathing (2021)